# باشگاه فوتبال نیروی زمینی تهران
باشگاه فوتبال نیروی زمینی تهران یک باشگاه فوتبال است که بازیکنان آن را بیشتر سربازان ارتش جمهوری اسلامی ایران تشکیل می‌دهند. این تیم در تهران قرار دارد. باشگاه فوتبال نیرو زمینی تهران در فصل ۰۳–۱۴۰۲ قهرمان لیگ دسته دوم فوتبال  ایران شد و به لیگ آزادگان صعود کرد.

## بازیکنان
فهرست بازیکنان در فصل ۰۴–۱۴۰۳
| شماره |       | نقش       | بازیکن               |
| ----- | ----- | --------- | -------------------- |
| ۱     | ایران | دروازه‌بان | عرفان پورحاتمی       |
| ۵     | ایران | مدافع     | علی خلیلی            |
| ۷     | ایران | مهاجم     | رضا حبیب‌زاده         |
| ۹     | ایران | مهاجم     | امیرحسین اسماعیل‌زاده |
| ۱۰    | ایران | مهاجم     | یونس دلفی            |
| ۱۱    | ایران | مهاجم     | عقیل عنافچه          |
| ۱۳    | ایران | مهاجم     | محمدحسین محمدیان     |
| ۱۶    | ایران | هافبک     | امیرضا فلاوند        |

| شماره |       | نقش   | بازیکن            |
| ----- | ----- | ----- | ----------------- |
| ۱۸    | ایران | مهاجم | امیرحسین نائیج    |
| ۱۹    | ایران | مهاجم | سلیم توماج        |
| ۲۳    | ایران | مدافع | علیرضا اسدآبادی   |
| ۲۴    | ایران | مدافع | مهران درخشان‌مهر   |
| ۵۵    | ایران | مدافع | رشید کارگری       |
| ۵۸    | ایران | مدافع | امیرحسین طاهری    |
| ۷۰    | ایران | هافبک | امیرحسین خدامرادی |

## بازیکنان مشهور
- سعید عزیزیان
- نادر محمدخانی
- مجتبی محرمی
- مرتضی فنونی زاده
- مهدی فنونی زاده
- سیدمهدی ابطحی
- عبدالصمد مرفاوی
- علی‌رضا منصوریان
- محمد چگینی
- ایمان مبعلی
- امیرحسین اصلانیان
- احمد آل نعمه
- داود حقی
- روح‌الله باقری
- جلال بشرزاد
- امیرارسلان مطهری

## افتخارات
قهرمان لیگ دسته دو ۰۳-۱۴۰۲